# María de los Ángeles Hernández Gómez
María de los Ángeles Hernández Gómez, conocida como Ángela (Alicante, 2 de agosto de 1946-Madrid, 2 de marzo de 2017)  fue una torera española. Destacó por ser la primera mujer en obtener el carné de torera en España. Para ello tuvo que lograr la anulación del artículo 49 del Reglamento taurino que expresamente prohibía a las mujeres torear a pie, hecho que tuvo lugar en 1974. Además, toreó en plazas importantes como Barcelona, Palma de Mallorca (Baleares), Alicante, Jerez de la Frontera (Cádiz), Cádiz, Tarragona, Huesca y Alcalá de Henares (Madrid).

## Inicios
Nació en Alicante el 2 de agosto de 1946, aunque se fue a vivir siendo muy pequeña a Algeciras (Cádiz), donde su padre fue destinado ya que era guardia civil de profesión.

Su afición a los toros y su vocación por ser torera surgió en una edad muy temprana, acudiendo con su padre y sus cinco hermanos a numerosas plazas de la provincia de Cádiz, y aprendiendo la técnica del torero con novilleros como Francisco Esplá o Enrique Beltrán.

A los quince años quedó huérfana de padre y de madre. Este hecho le supuso la necesidad de trabajar muy duro en una gran variedad de labores (desde recoger tomates o vender patatas a repartir periódicos a domicilio) para ganar el sustento y seguir adelante.  También trabajó en el cine como extra; doblando a Marisol o a Claudia Cardinale.

El 18 de noviembre de 1959 se tiró de espontánea en la plaza de Alicante durante la celebración de un festival benéfico e incluso aprendió a hacer equitación de la mano de Joselito Núñez Guerra para poder actuar como rejoneadora.

## Etapa como rejoneadora
Su trayectoria profesional dentro del mundo del toro empezó montada a caballo. Formó pareja con la rejoneadora Amalia Gabor, con la que actuó con éxito en Sevilla, Marbella (Málaga), El Puerto de Santa María (Cádiz), Manzanares (Ciudad Real), Segovia, Andorra (Teruel) y algunas plazas de Francia; convirtiéndose en una reputada rejoneadora. 

En 1965 logró treinta actuaciones en el sur de Francia, y llegó a rejonear con compañeros tan importantes como Manuel Vidrié o Gregorio Moreno Pidal. 
El 25 de septiembre de 1967 sufrió una caída del caballo en Malpartida de Cáceres (Cáceres) y se rompió la clavícula izquierda.

## Etapa como torera en América
En julio de 1968 se fue a América, donde pudo ejercer su verdadera vocación, la de torera de a pie. En este sentido, toreó en México (donde hizo su debut en la ciudad de Monterrey el 10 de agosto de 1969), Venezuela, Perú, Guatemala y Panamá. 

En 1970 Ángela volvió a España después de una fuerte cornada que recibió en el estómago durante su gira por América.

## Legalización del toreo femenino en España
Cuando llegó de América, la vigencia de la prohibición que impedía torear a las mujeres hizo que Ángela decidiera emprender su particular lucha para conseguir la igualdad de derechos en los ruedos. 

En 1972, el abogado José Briones, en nombre y representación de Angelita, emprendió la batalla legal para derogar el artículo 49 párrafo C del Reglamento Taurino que recogía dicha prohibición. La lucha en los tribunales duró tres años llegando, incluso, al Tribunal Supremo. 

Durante este periodo, fueron muchas las presiones que recibió para abandonar la lucha, por ejemplo, por la Agrupación Sindical de Matadores y Novilleros, que estaba dispuesto a admitirla si ella desistía en su lucha contra el artículo en cuestión. 

A pesar de ello, también recibió muchos apoyos; los más destacados llegaron de la mano de una petición dirigida al Sindicato Nacional del Espectáculo donde se solicitaba el debido reconocimiento y permiso para que las mujeres pudieran torear a pie, y que fue firmada por más de cien compañeros de profesión, incluyendo los matadores Paco Camino, Diego Puerta, Palomo Linares o Curro Romero; apoderados como los hermanos Lozano; y ganaderos como Fermín Bohórquez, Pablo Lozano o Antonio Mendes. 

Toda esa lucha derivó en el anuncio de su participación en un festival en Higuera la Real (Badajoz) el 7 de octubre de 1973, con Enrique Muñoz Lebrija, Alfonso Martín, Luís Gil y El Campanero. No obstante, su participación nunca se materializó debido a que el día de antes de la celebración del festejo llegó una notificación de suspensión por parte del Ministerio de Gobernación; hecho que se repitió el 8 de diciembre de 1973 en Santa Olalla de Cala (Huelva) y el 26 de mayo de 1974 en Utrera (Sevilla). 

Finalmente, el 10 de agosto de 1974, el Ministerio de Gobernación emitió una orden decretando la suspensión del artículo 49 párrafo C del reglamento taurino de 1962.

## Etapa como torera en España
Hizo su debut en España como torera a pie el 15 de septiembre de 1974 en un festival celebrado en Jerez de los Caballeros (Badajoz), en compañía de Antonio Lebreja, Pepe Cámara, Antonio Medina y José Cubero Yiyo. A ello le siguieron una racha de triunfos como el de Santa Olalla de Cala (Huelva), Morón de la Frontera (Sevilla) y Écija (Sevilla).

Sufrió un grave accidente de tráfico el 2 de diciembre de 1974 que la mantuvo alejada de los ruedos durante un largo periodo de tiempo. Al comienzo de la temporada de 1975, terminó con su primer apoderado Paco Ruiz y firmó con Manuel Cano, que le ofreció una exclusiva de 60 festejos en España y otros 20 en América. Además, ese mismo año debutó con picadores en Palma de Mallorca (Baleares).

En 1977 siguió con su actividad en distintas plazas de España, no obstante, un conjunto de lesiones que sufrió le obligaron a retirarse; reapareciendo en América en 1986 y en España en 1990.

A pesar de que se retiró definitivamente a principios de los 90, nunca dejó de perder el contacto con el mundo de los toros, siendo apoderada de diestros como Luís Rubias, Ignacio Ríos o Conchi Río.